# Än ett år uti sitt sköte
Än ett år uti sitt sköte är en psalm av Samuel Johan Hedborn. Melodin är en tonsättning av Heinrich Albert hämtad ur femte delen av Arien oder Melodeyen från 1642 och sannolikt samma melodi som till psalmerna Vattuströmmar skola flyta (1921 nr 548), Sänd av himlens sol en strimma (1937 nr 502) och Jesu, du min fröjd och fromma (1819 nr 204) .
|  |
|  |

## Publicerad som
- Nr 407 i 1819 års psalmbok under rubriken "Med avseende på särskilda personer, tider och omständigheter: Årets början och slut: Nyårspsalmer".
- Nr 462 i 1937 års psalmbok under rubriken "Årsskifte".